# Campo de Tiro de Asaka
Campo de tiro de Asaka (en japonés: Asaka shagekijō, 朝霞 射 撃 場) es la sede de las competencias de tiro con arco en los Juegos Olímpicos de Tokio 2020. Se ubica dentro de las instalaciones del Campamento Asaka, una base militar perteneciente a las Fuerzas Armadas Terrestres de Japón, misma que comprende a los municipios de Asaka, Wakō, Niiza y Nerima entre las prefecturas entre Saitama y Tokio.
El campo fue construido para los Juegos Olímpicos de Tokio 1964. El campo y sus instalaciones adyacentes fueron reconstruidos para los estándares de competencia de 2021. La instalación tiene una capacidad para 3200 personas.